# Empel en Meerwijk
De gemeente Empel en Meerwijk in de Nederlandse provincie Noord-Brabant bestond uit de kernen Dieskant, Empel, Oud-Empel, Gewande en Meerwijk. In 1971 is de gemeente vrijwillig opgegaan in de gemeente 's-Hertogenbosch. Daarvan vormt het sindsdien een stadsdeel, waarvoor een bestuursraad in het leven werd geroepen. De parochieheilige van de gemeente was Sint-Landelinus. Tot de gemeente behoorde ook het fort Crèvecoeur, dat thans een militair oefenterrein is.

## Oude heerlijkheid
Empel en Meerwijk vormden samen een heerlijkheid, die oudtijds behoorde aan de abdij van Krispijn (Crespin) in Frankrijk. Deze abdij was gesticht door Sint Landelinus, de patroonheilige van Empel en Meerwijk. Later viel de heerlijkheid achtereenvolgens onder de graven van Megen, het huis Arenberg en het Huis Frents. De familie Van Thije Hannes was van 1766 tot 1876 eigenaar van de heerlijkheid Empel.

## Zie ook

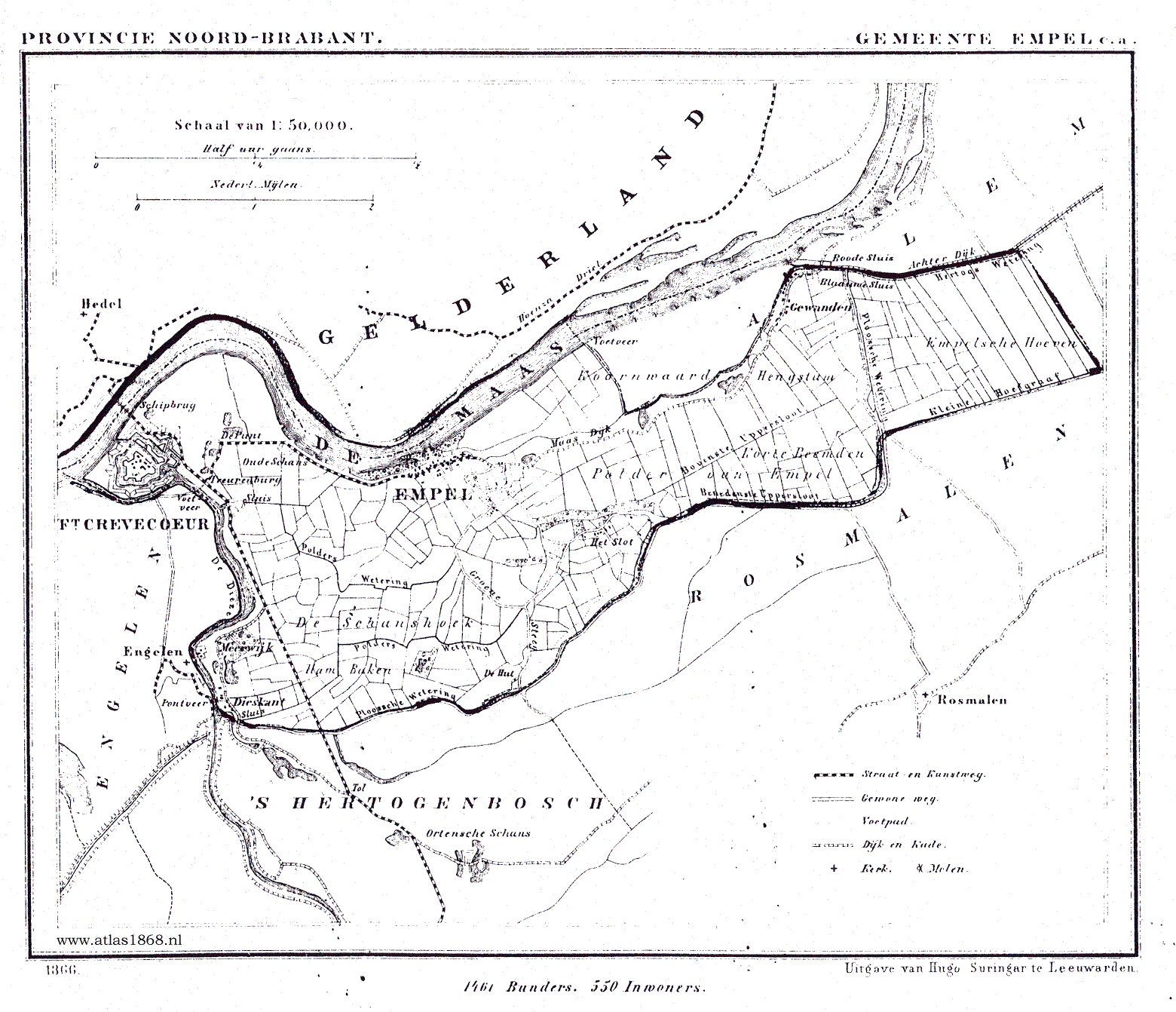
Oude Landkaart van Empel en Meerwijk